# Leonardo Plaza Hotel Tel Awiw
Leonardo Plaza Hotel Tel Awiw (hebr. לאונרדו פלאזה תל אביב) – pięciogwiazdkowy hotel] w Tel Awiwie, w Izraelu.
Hotel jest usytuowany przy placu Namir, w osiedlu Centrum Tel Awiwu w Tel Awiwie. Rozciąga się stąd widok na Morze Śródziemne.
Został wybudowany w 1972. Do 2009 nosił nazwę Sheraton Moriah Tel Awiw.

## Architektura
Budynek ma 22 kondygnacji i wysokość 69 metrów. Hotel wybudowano w stylu architektonicznym określanym nazwą brutalizmu. Wzniesiono go z betonu. Elewacja jest w kolorze białym.

## Pokoje i apartamenty
Hotel dysponuje 357 pokojami hotelowymi i apartamentami. Każdy pokój wyposażony jest w klimatyzację, biurko, minibarek, sejf, automatyczną sekretarkę, dostępne łóżeczka dziecięce, dostęp do płatnego Internetu, telefon z bezpośrednią linią, radio z budzikiem, telewizję satelitarną, łazienkę do użytku prywatnego, telefon w łazience, otwierane okna z roletami światłoszczelnymi i własny balkon. Wszystkie pokoje posiadają klucze elektroniczne/magnetyczne.
Hotel świadczy dodatkowe usługi w zakresie: ochrony, personelu wielojęzycznego, opieki nad dziećmi, organizowaniu imprez okolicznościowych, pomocy medycznej, pomocy w organizowaniu wycieczek, pralni, sejfu w recepcji, usług spa (sauna, masaże, zabiegi, fitness) i gabinetu kosmetycznego. Dla ułatwienia komunikacji w budynku jest winda. Hotel nie akceptuje zwierząt.

## Inne udogodnienia
Znajduje się tutaj sala konferencyjna z zapleczem do obsługi zorganizowanych grup. Dodatkowo można korzystać z basenu kąpielowego położonego na zewnątrz budynku. W hotelu jest kantor, restauracja, kawiarnia, sala bankietowa, klub zabaw dla dzieci, płatny parking, sklep z pamiątkami, kiosk oraz pralnia chemiczna. Hotel umożliwia dostęp do aerobiku, pływania i różnorodnych sportów wodnych (łodzie motorowe, narty wodne, surfing, żeglarstwo).